# مقاطعة هوك (كارولاينا الشمالية)
مقاطعة هوك (بالإنجليزية: Hoke County)‏ هي إحدى مقاطعات ولاية كارولاينا الشمالية في الولايات المتحدة الأمريكية. مركز المقاطعة أو مقعدها هي مدينة ريفورد. تأسست هذه المقاطعة سنة 1911.أصل هذه المقاطعة يأتي من: مقاطعة كومبرلاند ومقاطعة روبسون.

## أعلام
- لاري ماكنيل